# Albert-Schweitzer-Gymnasium (Kaiserslautern)
Das Albert-Schweitzer-Gymnasium ist ein allgemeinbildendes Gymnasium der Stadt Kaiserslautern. Es wurde nach dem Theologen, Arzt, Musiker und Friedensnobelpreisträger Albert Schweitzer benannt.

## Geschichte
Das Gymnasium wurde im Jahr 1811 als „nicht konfessionelle Lateinschule für Knaben“ gegründet. Die Gründungsurkunde wurde am 25. April 1811 erstellt, mit dem Unterricht wurde am 11. November 1811 begonnen. Erster Schulleiter war der Reformpädagoge Friedrich Wilhelm Balbier, der zusammen mit zwei weiteren Lehrkräften den Dienst antrat. Anfangs besuchten 66 Schüler die Lateinschule. In den ersten Jahren bildeten die Unterrichtsfächer Griechisch, Latein und Mathematik den Schwerpunkt. Im Zeitraum von 1872 bis 1891 wurde die Schule schrittweise zum Vollgymnasium ausgebaut. So wurde 1878 das derzeitige Gebäude bezogen. Durch das Aufheben der Trennung zwischen Lateinschule und Gymnasium wurde die Schule 1891 in Königlich Humanistisches Gymnasium umbenannt. Ab Ende 1918 nahm das Gymnasium auch Mädchen auf.
Aufgrund der Zerstörungen im Zweiten Weltkrieg, vor allem während des Luftangriffs am 28. September 1944, diente das heutige Burggymnasium nach 1945 zunächst als Notunterkunft. Am 11. März 1952 erfolgte durch den späteren Direktor Otto Walter die Grundsteinlegung zum Neubau eines Altsprachlichen Gymnasiums.
Ab 1967 wurde es als Altsprachliches und Neusprachliches Gymnasium weitergeführt. 1978 folgte die Umbenennung in „Albert-Schweitzer-Gymnasium“. Damit sollte das Lebenswerk sowie das selbstlose Engagement Albert Schweitzers im Sinne einer christlich-humanitären Grundhaltung als Grundlage des Selbstverständnisses der Schule unterstrichen werden. Die Schülerzahlen stiegen von 337 im Jahr 1961 auf 865 im Jahr 1982. Im Schuljahr 2010/11  besuchten 934 Schüler das Gymnasium.
Seit 1976 gibt es im Herbst jährlich einen Informationstag für künftige Schüler und deren Eltern. Schulkonzerte und Theateraufführungen sind seitdem eine feste Institution der Schule.

## Schwerpunkte
Das Albert-Schweitzer-Gymnasium hat neben dem altsprachlichen auch einen neusprachlichen Zweig. Das bedeutet, dass sowohl Latein als auch Englisch als erste Fremdsprache ab der 5. Klasse gewählt werden kann. Weitere Fremdsprachen sind Französisch und Griechisch. Eine Besonderheit stellt das Fach Spanisch dar, das ab der 9. Klasse als freiwillige Fremdsprache angeboten und auf der Oberstufe als Grund- und Leistungskurs fortgeführt wird. Musik, Bildende Kunst und Informatik können auf der Oberstufe als Grund- oder Leistungskurs gewählt werden. Das Albert-Schweitzer-Gymnasium hat darüber hinaus zusätzliche Schwerpunkte:

### Komet
Als Komet wird ein Unterrichtsfach bezeichnet, das die Abkürzung für „Kommunikations-, Methoden- und Teamarbeitstraining“ bildet. Es wird seit dem Schuljahr 2000/01 am Albert-Schweitzer-Gymnasium unterrichtet und wurde am 30. November 2009 im Rahmen des Wettbewerbs „Deutscher Lehrerpreis – Unterricht innovativ“ in Anwesenheit des damaligen Bundespräsidenten Horst Köhler mit einem Sonderpreis ausgezeichnet. Das Ziel dieses Faches ist es, die Schüler an das gymnasiale Arbeiten heranzuführen sowie sie zur Selbstständigkeit zu erziehen.
Das Unterrichtsfach setzt schon in der fünften Klasse ein, in der diesem Fach eine Schulstunde pro Woche zugeteilt wird. Die Schüler lernen, ihren Ranzen angemessen zu packen, zu recherchieren, Hausaufgaben sorgfältig zu machen und sich auf eine Klassenarbeit oder einen Test vorzubereiten. An drei Tagen im März finden die Komet-Blocktage zum Thema Haustiere statt. In Kleingruppen lernen die Kinder mit Texten zu arbeiten, Informationen herauszufiltern und die Ergebnisse wiederzugeben. Während dieser Zeit hält jeder Schüler einen Kurzvortrag vor der Klasse.
In der achten Klasse findet ein Projekttag im Rahmen des Komet-Programms zum Thema Sicherheit im Netz statt. Die Teilnehmer setzen sich dabei in Kleingruppen mit den Gefahren des Internets auseinander. In der neunten Klasse absolvieren die Schüler ein Betriebspraktikum.

### Musikalischer Schwerpunkt
Eine der Besonderheiten am Albert-Schweitzer-Gymnasium ist der ausgeprägte musikalische Schwerpunkt, der sich vor allem durch die vielen verschiedenen Ensembles auszeichnet. Es existiert ein Unterstufenchor, ein Chor der Jahrgangsstufen sieben bis zwölf, ein Kammerchor, ein Vororchester, ein Schulorchester, eine Jazzband und eine Big Band. Diese präsentieren das über das Halbjahr Erlernte in zwei Konzerten, die im Frühjahr und in der Adventszeit stattfinden.
Auch in anderer Hinsicht wird den Schülern die Musik nähergebracht. Bei dem Projekt Klassik statt Klingel ist der Pausengong ein (meist) klassisches Stück, das zudem am Vertretungsplan erläutert und im Unterricht besprochen wird. Zusätzlich wird durch die Musikwerkstatt für besonders musikalische Schüler der Klassen sieben bis zehn eine weitere musikalische Ausbildung angeboten. Teil des Schwerpunktes ist eine zusätzliche Musikstunde in der 5. Jahrgangsstufe.

### Mathematisch-naturwissenschaftlicher Schwerpunkt
Der mathematisch-naturwissenschaftliche Schwerpunkt wurde im Schuljahr 2006/07 eingeführt. Er beinhaltet für die 7. Klassen eine zusätzliche Stunde verpflichtenden naturwissenschaftlichen Unterrichts und bietet unter anderem für die Jahrgangsstufen 9–13 eine Astronomie-AG an.
Das Gymnasium ist als „Netzwerkschule der RPTU“ im Verbund mit der Rheinland-Pfälzischen Technischen Universität (RPTU) am Standort Kaiserslautern und kooperiert im Bereich der MINT-Fächer mit der Universität und dessen Instituten.

## Schüleraustausch
Am Albert-Schweitzer-Gymnasium gibt es mehrere Möglichkeiten an einem Schüleraustausch teilzunehmen. So gibt es das Voltaire-Programm, welches einen 6-wöchigen Austausch mit Frankreich bietet. Außerdem gibt es ein individuelles Programm (2-wöchig) für Rheinland-Pfalz und Burgund, bei dem Schüler aus der 9. Klasse (Deutschland) und der 3e (Frankreich) sich gegenseitig kulturelle und sprachliche Einblicke in ihr Land ermöglichen. Das Schumann-Programm ist ebenfalls ein 2-wöchiger Austausch, in dem deutsche und französische Schüler Freundschaft schließen. Der Austausch findet zwischen Rheinland-Pfalz und Lothringen statt. Da das Albert-Schweitzer-Gymnasium seit dem Schuljahr 2003–2004 eine Partnerschule in Tarragona/Spanien hat (Col.legi Sant Pau Apòstol), gibt es jedes Jahr einen Schüleraustausch der Spanischkurse der 10. Klassen.
Weitere Partnerschulen sind:
- Vidergaerde Skore, Gausdal/Lillehammer in Norwegen
- Spidola-Gymnasium, Jelgava in Lettland
- Gymnasium Mustla/Tarvastu in Estland
- Summit Academy High School in den USA

## Projekte
Bestimmte Aktionen finden im Rahmen des Komet-Projekts statt. Die 5. Klassen widmen sich dem Fach während der dreitägigen Komet-Blocktage und erarbeiten den Umgang mit Texten und Referaten. Die Waldtage werden jährlich für die 7. Klassen veranstaltet. Die verantwortlichen Biologielehrer erkunden dabei über zwei Tage mit ihren Klassen den Wald und die Natur. Die Projekttage werden mit wechselnden Themen meist im Zweijahresrhythmus durchgeführt. Anschließend stellen die Teilnehmer die verschiedenen Projekte auf dem Schulfest vor.
Darüber hinaus engagieren sich mehrere Schüler erfolgreich in sogenannten „Juniorfirmen“, in denen sie sich für ein Jahr gemeinsam um die eigene Firma kümmern.
Außerdem wird den Schülern eine Ausbildung in Sachen Mediatoren angeboten, um Streitereien zu schlichten. Die Teilnehmer werden für das Tutorenprojekt in den 5. Klassen eingesetzt, in denen die Schüler unter dem Motto Miteinander statt Gegeneinander Umgang in sozialen Gruppen erlernen. Den Mediatoren steht zudem die Option offen, eine Ausbildung zum Schülerberater zu absolvieren.

## Veranstaltungen
Das Albert-Schweitzer-Gymnasium organisiert verschiedene musikalische und sportliche Veranstaltungen sowie Theateraufführungen. Jedes Jahr finden zwei Konzerte mit Auftritten des Orchesters, des Chors und der Big Band statt.
Die Schule besitzt zwei Theatergruppen, das Unterstufentheater für die Klassen fünf bis sieben und das Schultheater für die Jahrgänge 8 bis 13. Sie führen pro Schuljahr ein Theaterstück auf, bei dem Kostüme und Bühnenbild selbst gestaltet und angefertigt werden; auch die musikalische Begleitung wird von Schülern komponiert und ausgeführt.
Im September veranstaltet das Gymnasium jährlich ein Sportfest. Zudem gibt es den Waldlauftag, der meist im Juni stattfindet. Dabei laufen alle Schüler je nach Ausdauer und Alter fünf oder zehn Kilometer durch den Wald um das Universitätsgelände.
Für die unteren Jahrgangsstufen veranstaltet das Albert-Schweitzer-Gymnasium gelegentlich eine Lesenacht, bei der sich eine Klasse unter Aufsicht von Lehrkräften abends in die Schule begibt und dort liest. Teilweise wird dies mit einer Übernachtung im Schulgebäude verknüpft.

## Öffentlichkeitsarbeit
Um sich in der Öffentlichkeit zu präsentieren, betreibt das Albert-Schweitzer-Gymnasium eine Schülerzeitung mit dem Namen „Black Out“, die zweimal pro Schuljahr erscheint. Am Black Out dürfen alle Schüler mitwirken.  Außerdem gibt es eine Vereinigung der Ehemaligen und Freunde, die die Schule in vielfältiger Weise unterstützt.
Zudem betreibt die Arbeitsgruppe ASG-TV einen YouTube-Kanal, in dem das schulische Leben am ASG mit der Kamera dokumentiert wird. An dieser Arbeitsgruppe können Schüler ab Klassenstufe 6 teilnehmen.

## Ehemalige

### Schüler
- Annette Ahme (* 1957), Historikerin und ehem. Politikerin
- Yvonne Averwerser (* 1970), seit 2019 für die CDU Mitglied der Bremischen Bürgerschaft
- Walter Blauth (1924–2018), Ordinarius für Orthopädie in Kiel
- Georg Bossong (* 1948), Hispanist und Sprachwissenschaftler
- Martin Damm (* 1968), Musikproduzent und DJ
- Bernhard J. Deubig (1948–2018), Politiker und ehem. Oberbürgermeister Kaiserslauterns
- Arno Frank (* 1971), Journalist und Schriftsteller
- Wilhelm Frick (1877–1946), Politiker und Reichsminister
- Uta Frith (geborene Aurnhammer; * 1941), Entwicklungspsychologin
- Georg Gölter (1938–2025), Politiker,  Minister für Soziales, Gesundheit und Sport und Kultusminister des Landes Rheinland-Pfalz
- Ursina Greuel (* 1971), Schweizer Theaterregisseurin und -produzentin
- Anton Höfle (1882–1925), Politiker, Reichspostminister
- Kurt Lechner (* 1942), Notar und Europaabgeordneter
- Werner Maas (1921–2019), Mikrobiologe und Hochschullehrer[8]
- Rudolf Ritter von Pérignon (1880–1959), Architekt und bayerischer Baubeamter
- Stefan Schweigert (* 1962), Fagottist
- Ludwig Sebastian  (1862–1943), Bischof von Speyer
- Dieter Simon (* 1935), Rechtswissenschaftler
- Wolfgang Sofsky (* 1952), Soziologe und Schriftsteller
- Rudolf Thiel (1899–1981), Schriftsteller
- Matthias Weber (* 1956), Kontrabassist und Hochschullehrer

### Lehrer
- Elisabeth Schröder (1899–1996), Turnerin
- Joachim Paul (* 1970), Politiker (AfD)

## Weblink
- Albert-Schweitzer-Gymnasium, Informationen zur Schule von der Stadt Kaiserslautern